# Теран де Вейс, Мэри
Мария Луиса Беатрис (Мэри) Теран де Вейс (исп. María Luisa 'Mary' Beatriz Terán de Weiss; 29 января 1918, Росарио — 8 декабря 1984, Мар-дель-Плата) — аргентинская теннисистка и общественный деятель, чемпионка Панамериканских игр (1951) в одиночном и женском парном разряде, обладательница Wimbledon Plate, шестикратная чемпионка Аргентины.

## Биография
Мария Луиса Беатрис Теран родилась в 1918 году в Росарио. Её отец был буфетчиком местного клуба спортивной гребли, и Мария впервые начала заниматься теннисом на кортах этого клуба, где также занималась плаванием и греблей. К 14 годам она представляла провинцию Санта-Фе на национальных теннисных соревнованиях, была рулевой мужской гребной сборной клуба «Альберди» и участвовала в традиционном заплыве через Парану. Девочка демонстрировала упорство и способности к игре и привлекла к себе внимание тренера сборной Аргентины в Кубке Дэвиса Сандерса, который начал с ней заниматься.
В 1937 году Мария покинула Росарио, направившись в столицу Аргентины, где начала тренироваться в местном клубе «Адроге». Два года спустя она стала победительницей чемпионата Рио-де-ла-Плата, известного как «южноамериканский Уимблдон», а в 1941 году завоевала первый в карьере титул чемпионки Аргентины. В следующие десять с небольшим лет Теран повторит этот успех ещё пять раз — в 1944, 1946—1948 и 1952 годах.
В 1940 году по дороге на чемпионат Аргентины Мария познакомилась с теннисистом Эральдо Вейсом — будущим капитаном сборной Аргентины в Кубке Дэвиса. Они поженились в 1943 году. В 1940-е годы Мэри, как её называли друзья и публика, стала активно заниматься общественной жизнью, пропагандируя привлечение к спорту детей из небогатых районов, а также женщин — в это время в Аргентине спорт оставался в основном уделом мужчин из высших слоёв общества. Эта активность принесла Теран де Вейс множество недоброжелателей среди консерваторов обоих полов. Кроме того, неоднозначно воспринимались и её спортивные наряды — короткие юбки, кружева, полупрозрачная ткань (наряды для неё проектировал известный теннисный модельер Тед Тинлинг).
В послевоенные годы Теран де Вейс начала появляться в европейских теннисных турнирах, в 1948 году став четвертьфиналисткой чемпионата Франции в одиночном разряде и выиграв утешительный турнир Wimbledon Plate, куда попадали проигравшие в первых двух кругах Уимблдонского турнира. Два года спустя она дошла на Уимблдоне до четвёртого круга. Когда в 1951 году в Буэнос-Айресе проходили первые Панамериканские игры, Теран де Вейс завоевала на них медали во всех трёх видах программы — золото в одиночном и женском парном разряде и бронзу в миксте. Аргентинка, игравшая в основном с задней линии (и особенно удачно игравшая затяжные матчи), стремительно передвигалась по корту и отличалась в игре спортивной злостью. Из всех своих современниц она ни разу не смогла обыграть только Алтею Гибсон. В эти годы Теран де Вейс считалась одной из двадцати лучших теннисисток мира.
В 1952 году, после победы на Панамериканских играх, Теран де Вейс была назначена на посты муниципального советника Буэнос-Айреса по спорту и директора спортивного комплекса парка 3 Февраля в аргентинской столице, а также возглавила Атеней Эвы Перон. На неё была возложена задача организации массовых теннисных соревнований среди девочек и мальчиков, экипировку для которых предоставлял Фонд Эвы Перон.
В 1953 году личная жизнь Мэри была омрачена смертью мужа, который скончался после продолжительной болезни. Ходили слухи, что после этого к Теран де Вейс сватался сам президент Аргентины Хуан Доминго Перон, также недавно овдовевший. Она публично опровергала эти слухи, однако позже её биограф Роберто Андерсен подтвердил их правдивость, добавив, что теннисистка решительно отказалась от предложения стать первой леди Аргентины. Тем не менее она продолжала оставаться в сознании аргентинцев прочно связанной с перонистским режимом, и когда в сентябре 1955 года в стране произошёл военный переворот, Теран пришлось отправиться в изгнание в Европу. Её имущество было реквизировано новой властью, Ассоциация тенниса Аргентины обращалась в Международную федерацию тенниса с требованием запретить Теран дальнейшие выступления, но это требование было отклонено. Всё, что могли сделать в Аргентине — это игнорировать её успехи в европейских турнирах, не сообщая о них в прессе.
Теран было позволено вернуться в Аргентину только в 1959 году, когда у власти находился президент Артуро Фрондиси. Однако соревнования с её участием, которые организовал столичный клуб «Ривер Плейт», подверглись бойкоту со стороны большинства аргентинских теннисисток. Некоторые из них потом рассказывали, что бойкот был в значительной степени инспирирован Ассоциацией тенниса Аргентины. В этих условиях Теран была вынуждена завершить игровую карьеру в 1964 году, опубликовав в спортивном издании El Gráfico открытое письмо с подробностями организованной против неё травли. За годы международных выступлений Теран сыграла 1100 матчей в одиночном, женском парном и смешанном парном разрядах, выиграв 832 из них. На её счету 28 титулов в международных теннисных турнирах; помимо Wimbledon Plate, аргентинка побеждала в том числе в Германии, Австрии, Шотландии, Ирландии, Швеции, Турции, Индии, Пакистане и на Филиппинах.
По окончании выступлений Теран вместе с матерью занималась продажей спортивной одежды. В 1980 году она выступила в качестве спонсора нового спортивного журнала Mundo Amateur и в том же году возглавила общественную кампанию в поддержку ведущего аргентинского теннисиста Гильермо Виласа в его конфликте с национальной теннисной ассоциацией. Петицию в защиту Виласа, организованную Теран и Институтом пропаганды спорта, подписали более пяти тысяч деятелей аргентинского спорта.
Однако отрицательная атмосфера, сложившаяся вокруг Мэри Теран усилиями национального спортивного руководства и прессы, в конце концов оказалась слишком тяжёлой для неё. 8 декабря 1984 года Теран покончила с собой, выбросившись с 7-го этажа дома в Мар-дель-Плате. Усилия по восстановлению её репутации начались только в новом веке: в 2006 году была учреждена спортивная премия, названная в её честь, а годом позже имя Мэри Теран де Вейс получила теннисная арена в Буэнос-Айресе — место проведения матчей Кубка Дэвиса. Тем не менее на протяжении следующих лет часть аргентинских СМИ и Ассоциация тенниса Аргентины продолжали называть эту арену «стадионом Парк-Рока» по району, где он расположен, избегая упоминать имя Теран. В 2014 году вышел посвящённый биографии Мэри Теран документальный фильм. В Росарио, родном городе Теран, в её честь названа улица.